# Projection de Cassini
Pour les articles homonymes, voir Cassini.

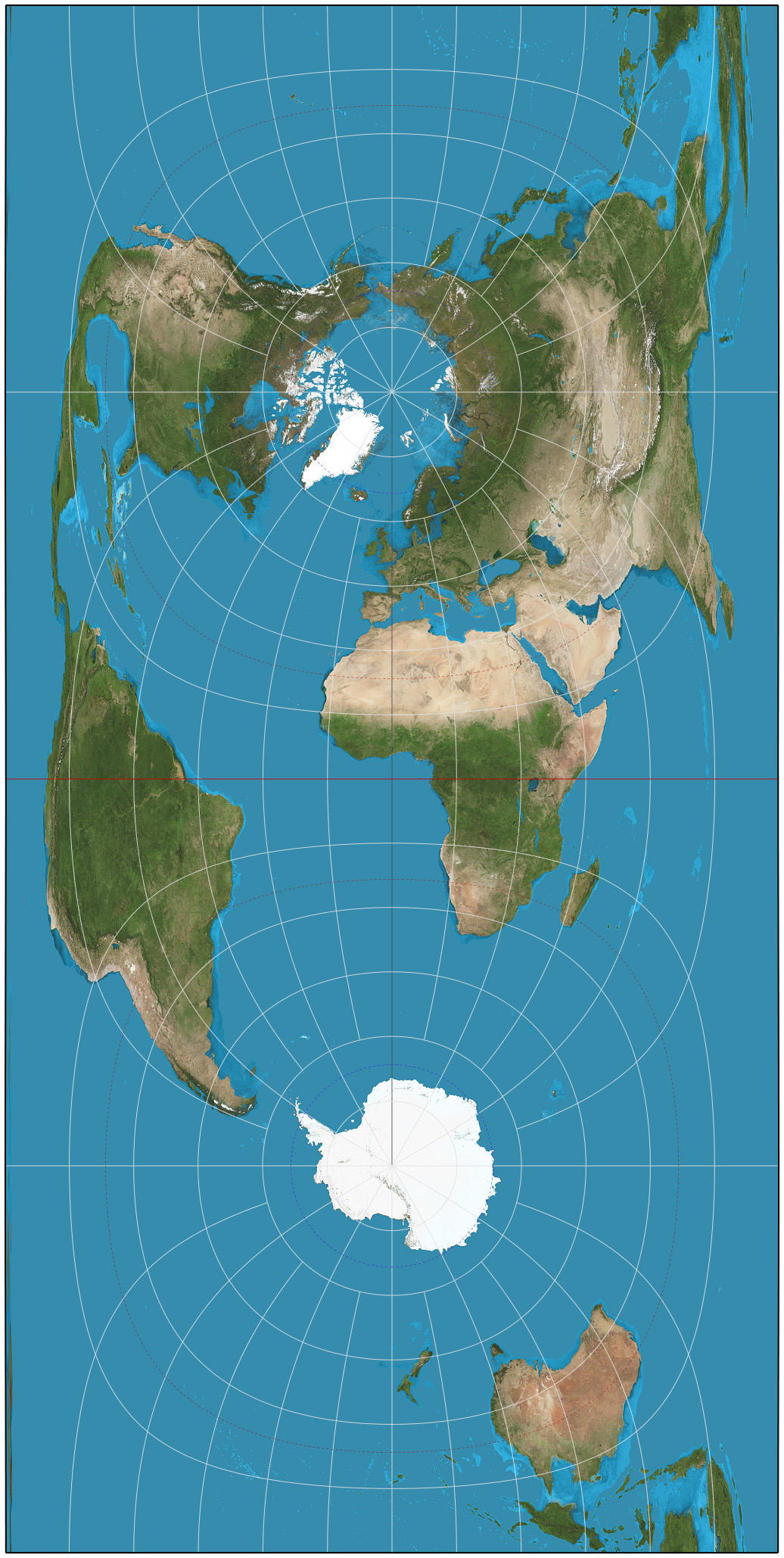
La projection du monde avec Cassini.

La projection de Cassini (parfois aussi connue sous le nom Cassini-Soldner ou projection de Solder) est une projection cartographique décrite par César-François Cassini de Thury en 1745.
Elle est transverse vis-à-vis de la projection équirectangulaire, dans le sens où il est possible de la voir comme l'application de la projection équirectangulaire après avoir tourné le globe de manière que la méridienne centrale devienne l'équateur.
En considérant que la terre est une sphère, la projection est composée des opérations suivantes :
{\displaystyle x=\arcsin(\cos \varphi \sin \lambda )\qquad y=\arctan \left({\frac {\tan \varphi }{\cos \lambda }}\right)}
où λ est la longitude relative au méridien central et φ est la latitude. Lorsque ces équations sont programmées, la fonction arc tangente est en réalité la fonction atan2, avec pour premier argument sin (φ) et pour second argument cos φ cos λ.
Pour inverser cette projection, les opérations suivantes sont effectuées :
{\displaystyle \phi =\arcsin(\sin(y+\phi _{0})\cos(x))\qquad \lambda =\arctan 2(\tan(x),\cos(y+\phi _{0}))}
Dans la pratique, les modèles d'ellipsoïde ont toujours été appliqués avec cette projection, ce qui complique beaucoup son développement mathématique mais qui est utile à la pratique de l'arpentage. Néanmoins, l'usage de la projection de Cassini a été complètement supplantée par la projection de Mercator au moins dans les agences les plus importantes réalisant de la cartographie.

## Distorsions

La projection de Cassini avec les indicatrices de déformation de Tissot.

Les zones placées le long du méridien central, et à leur perpendiculaire, se voient conserver les distances. Partout ailleurs, la distorsion est importante dans la direction nord-sud, et varie suivant le carré de la distance depuis le méridien central. Ainsi, plus la zone s'étire longitudinalement, plus la distorsion est constatée.
Ainsi, la projection de Cassini fonctionne mieux avec les zones étroites, et moins avec les zones larges.

## Forme elliptique

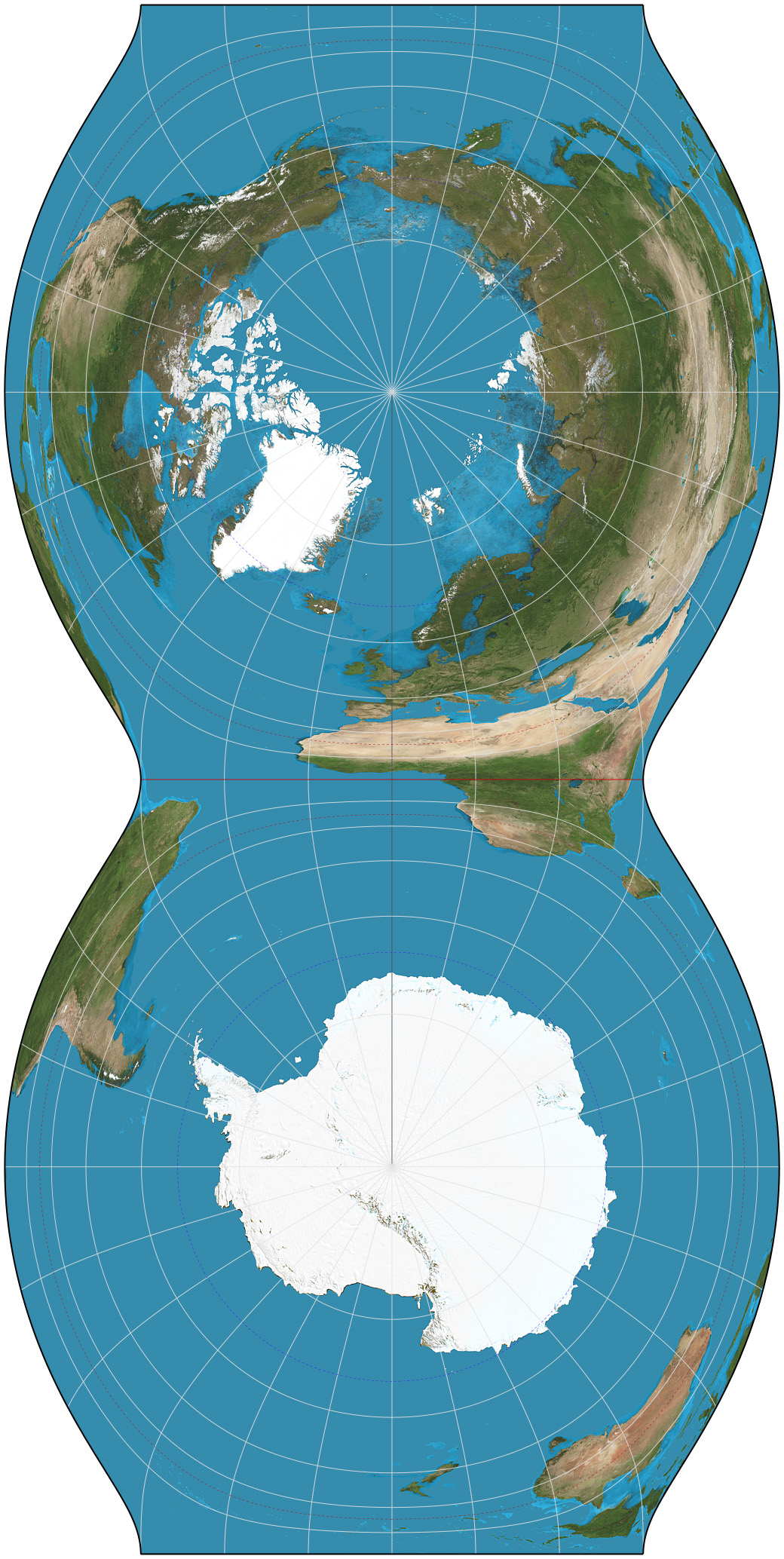
La projection du monde avec Cassini modélisé avec une ellipsoïde très écrasée d'aplanissement 1:2 (= excentricité √3/2).

La projection de Cassini est généralement connue sous sa forme sphérique, mais peut aussi être généralisée à un modèle en ellipsoïde.
Les opérations conduisant à la transformation dans cette projection sont les suivantes :
{\displaystyle N=(1-e^{2}\sin ^{2}(\phi ))^{-1/2}}
{\displaystyle T=\tan ^{2}(\phi )}
{\displaystyle A=\lambda \cos(\phi )}
{\displaystyle C={\frac {e^{2}}{1-e^{2}}}cos^{2}(\phi )}
{\displaystyle x=N(A-T{\frac {A^{3}}{6}}-(8-T+8C)T{\frac {A^{5}}{120}})}
{\displaystyle y=M(\phi )-M(\phi _{0})+N\tan(\phi )({\frac {A^{2}}{2}}+(5-T+6C){\frac {A^{4}}{24}})}
où M() représente la distance méridionale.
La projection inverse peut être réalisée en suivant ces opérations :
{\displaystyle \phi '=M^{-1}(M(\phi _{0})+y)}
Si {\displaystyle \phi '={\frac {\pi }{2}}} alors {\displaystyle \phi =\phi '} et {\displaystyle \lambda =0}
sinon le calcul de T et N se fait comme précédemment en utilisant {\displaystyle \phi '} puis
{\displaystyle R=(1-e^{2})(1-e^{2}\sin ^{2}\phi ')^{-3/2}}
{\displaystyle D=x/N}
{\displaystyle \phi =\phi '-\tan \phi '{\frac {N}{R}}({\frac {D^{2}}{2}}-(1+3T){\frac {D^{4}}{24}})}
{\displaystyle \lambda ={\frac {(D-T{\frac {D^{3}}{3}}+(1+3T)T{\frac {D^{5}}{15}})}{\cos \phi '}}}